# T·J·塞恩
T·J·塞恩（英語：Thomas Joseph "T.J." Thyne，1975年3月7日—）是美國的一位演員。他最著名的作品是在福斯廣播公司電視劇識骨尋踪中飾演Dr. Jack Hodgins角色。塞恩出生在麻薩諸塞州波士頓。